# Lozovac
Lozovac est un village de Croatie dépendant de la municipalité de Šibenik dans le comitat de Šibenik-Knin. En 2011 sa population était de 368 habitants. Il constitue une porte d'entrée au parc national de Krka.